# 돈 워리 달링
《돈 워리 달링》(영어: Don't Worry Darling)은 2022년 개봉한 미국의 심리 스릴러 영화이다. 올리비아 와일드가 감독을 맡았고 플로렌스 퓨, 해리 스타일스, 크리스 파인, 제마 챈이 출연한다.

## 출연진
- 플로렌스 퓨 - 앨리스
- 해리 스타일스 - 잭
- 크리스 파인 - 프랭크
- 올리비아 와일드 - 메리
- 제마 챈 - 셸리
- 키키 레인 - 마거릿
- 시드니 챈들러 - 버니
- 닉 크롤 - 빌
- 얼리샤 헹 - 로즈
- 더글러스 스미스 - 존
- 케이트 벌랜트 - 페그
- 아시프 알리 - 피터
- 티머시 사이먼스 - 딘
- 아리엘 스태철 - 케빈
- 디타 본 티즈 - 벌레스크 무용수
- 마르셀로 훌리안 레예스 - 프레드
- 머라이아 저스티스 - 바버라